# Agranulocytose
 Mise en garde médicale
L’agranulocytose est un état anormal se caractérisant par la disparition aiguë et sélective de la lignée des granulocytes (l'un des types de globules blancs) dans le sang.
Le diagnostic est porté sur une prise de sang : la numération formule sanguine (ou NFS).
Les causes principales sont allergiques ou toxiques notamment consécutives à l'utilisation d'antibiotiques ou de produits de chimiothérapie. Certaines maladies infectieuses peuvent également en être la cause.

## Terminologie
On parle d'agranulocytose lorsque le nombre de neutrophiles polynucléaires est inférieur à 500/mm3.
L'agranulocytose fait partie des leucopénies, les granulocytes faisant partie des leucocytes (il existe d'autres leucopénies sans agranulocytose comme les lymphopénies).
Une simple baisse du nombre de polynucléaire neutrophile est appelée une neutropénie, beaucoup moins grave quant à ses conséquences.

## Étiologie et mécanisme
L'agranulocytose atteint surtout les femmes. Quoique certains cas puissent survenir sans cause apparente, il s'agit dans la majorité des cas de réactions idiosyncrasiques envers certains médicaments. Comme toujours dans ces cas, il n'existe aucun rapport entre l'effet et la dose administrée, ni entre l'effet et la durée d'exposition. De même, ces médicaments sont inoffensifs chez la grande majorité des sujets. L'agranulocytose survient fréquemment à l'occasion de la reprise d'un médicament qui n'avait produit aucun effet sur les globules blancs lors d'une première cure. Le mécanisme de ces agranulocytoses idiosyncrasiques est probablement de nature auto-immunitaire. Cette conception est appuyée par la coexistence fréquente d'autres manifestations clairement allergiques ainsi que par la mise en évidence, dans certains cas, d'agglutinines anti-leucocytaires (anticorps anti-leucocytes) dans le sérum du malade.
Les principaux médicaments susceptibles de donner lieu à une agranulocytose sont les suivants :
- analgésiques : pyramidon (fréquent), antipyrine, novalgine, noramidopyrine… (ces médicaments ne sont plus utilisés en médecine humaine) ;
- antithyroïdiens : propylthiouracile (fréquent) et analogues ; strumazol (fréquent) et analogues ;
- sulfamides et analogues : tous (assez fréquent), y compris les antidiabétiques ;
- les sels d'or utilisés dans la PCE (polyarthrite chronique évolutive) (= fréquent) ;
- neuroleptiques : clozapine ;
- antiagrégant plaquettaire : ticlopidine.

L'agranulocytose par toxicité médullaire est aussi un effet indésirable attendu et surveillé des chimiothérapies.

## Symptômes cliniques
Il peut y avoir une période prodromale (précédent la chute du nombre de granulocytes) de 2  à   3 jours, caractérisée par un malaise général, un peu de fièvre et une fatigue inexpliquée. Parfois elle est suivie d'une période asymptomatique (silencieuse) de quelques jours pendant laquelle cependant s'installe l'agranulocytose. Le plus souvent le début est apparemment soudain.
- La fièvre est généralement élevée d'emblée (39 à 40 °C). Elle ressemble à celle des septicémies (infections du sang) ; l'hémoculture (mise en culture du sang à la recherche de germes) peut être positive pour le streptocoque ou le pneumocoque, mais elle est souvent négative.
- L'angine peut exister d'emblée ou survenir après quelques heures. Elle est presque constante et toujours grave, souvent nécrotique. Il peut y avoir d'autres lésions nécrotiques au niveau de la bouche et quelquefois au niveau d'autres muqueuses (œsophage, intestin, vulve).
- La rate et le foie sont assez rarement augmentés de volume. Il peut y avoir des adénopathies (ganglions augmentés de volume) parfois douloureuses, régionales au niveau des territoires infectés, mais l'adénopathie généralisée est exceptionnelle.
- D'autres manifestations allergiques sont fréquemment présentes : des éruptions cutanées maculeuses ou papuleuses (10 % des cas) ; de l'ictère (par nécrose du foie ou par cholestase intrahépatique).

## Examens de laboratoire
- Globules blancs : leur nombre est souvent inférieur à 1 000 /mm3. En outre, on note la disparition quasi complète des granulocytes. La lignée éosinophile subsiste et peut même être augmentée en cas d'allergie.
- Hématies et plaquettes : ils sont en nombre normaux, du moins au début.
- Examen de la moelle osseuse (myélogramme) : dans les cas les plus graves, le tissu producteur de granulocytes (myéloblastes et myélocytes de tous stades) fait presque entièrement défaut. Plus souvent, il y a un simple blocage de la maturation (la différenciation des éléments myéloïdes s'est arrêtée au stade de promyélocyte, de myélocyte ou de métamyélocyte (en).

## Évolution
La maladie a un cours grave. Les formes foudroyantes peuvent tuer en quelques jours. D'autres aboutissent à une issue fatale après quelques semaines, souvent à cause de complications pulmonaires. Il existe des formes à rechutes. Le pronostic, autrefois très grave, s'est actuellement beaucoup amélioré grâce à l'antibiothérapie.

## Diagnostic
La maladie évoque initialement le diagnostic d'une septicémie, d'une leucémie. Le diagnostic correct sera confirmé par une ponction sternale.

## Traitement
- Identification et suppression du médicament en cause.
- Antibiotiques : pénicilline à haute dose ou érythromycine chez les sujets allergiques.
- Glucocorticoïdes qui arrêtent la réaction allergique (destruction des globules blancs par les lymphocytes sensibilisés).